# 電車でGO! プロフェッショナル仕様
『電車でGO! プロフェッショナル仕様』（でんしゃでゴー プロフェッショナルしよう）は、タイトーが1999年（平成11年）にリリースした電車運転シミュレーションゲーム。

## 概要
本作はアーケードゲームではなく、シリーズ初となる家庭用ゲーム機の完全オリジナル作品で、これまで発売したPS版の『電車でGO!』の初代・『2』の路線（『3000番台』で追加された一部区間は除く）を完全収録し、新しい路線や一部の路線の運転区間の延長、新しい車両などを追加収録した作品である。『電車でGO!』の総集編とも言える。ただしシリーズにある「入門モード」は収録されていない。
当時または過去に実際に運転されていたダイヤをもとに収録されているが、停車駅など一部史実と異なる場合がある。
初期は48列車しかないが、隠しダイヤが収録されており、総走行距離を増やしたり、特定の列車をクリアしていったりなどの条件を満たしていくと増えていき、最終的には85列車から選択できるようになる。
「運転乗務」内の列車選択画面は時刻表を模したものになっており、隠しダイヤの場合は出現直後に「NEW」と表示される。
当作品の体験版では、初期列車の一部を選択でき、運転できるようになっている（残りの初期列車は列車選択画面の表示がグレー・アウトとなっており選択できず、隠し列車は無表示となっている。）。ただし、選択可能な列車は機種により異なる。
乗務する列車のなかには、隠し列車のヒントとなるような車内アナウンスが流れることがある（例：特急「サンダーバード」8号（西大路駅 - 向日町駅間）、臨時快速「嵯峨野ホリデー」（梅小路駅構内）など）。
今作はPocketStation対応になっており、ダウンロードをすることで『でんごー』のゲームを遊ぶことができる。『でんごー』は本編のゲームを連動する機能があり、各路線をクリアするたびに、その路線に応じて、臨時特急「第1こだま」を除く、本編に登場する隠し列車を一気に出すことができる。ただしこの連動をするにはPocketStationを使用して『でんごー』のゲームデータに加え、本編のセーブデータが必要である。
『でんごー』の運転には、ダイヤや信号・速度制限などの概念がない代わりに、駅構内再加速や過走しただけで即刻ゲームオーバーとなる。
なおシステム面は『2』のものに統一されている。隠し列車も豊富だが、「プロフェッショナル」の名のとおり、遅れ1秒につき持ち時間が2秒減らされる列車が多いことや、高度な技術がないとすべての列車が運行できないという問題もある（ただしPocketStationがあれば151系以外の全列車が容易にプレイ可能）。またシリーズ初となる、夜間の運転（京浜東北線北行の1本のみ）が可能となっている。
ノーコンティニュークリアすると、走行した路線や運転した車両に応じて実写映像を用いたエンディングを観ることができる。エンディングは全部で14種類存在し、出現させた後は、「鉄道資料館」内の「映像フロア」からいつでも観ることができる。ただし距離が短い、運転する車両のムービーがないといった一部の列車ではノーコンティニュークリアしても、エンディングが出現しない場合がある。
「ゲーム設定」か、最初の駅を出発するまでに距離か速度のどちらか、或いは両方ともSELECTボタンで非表示として最後までクリア、かつ記録更新出来た場合にはその列車ダイヤの記録に「P」が付く。
前作『2』では、PS版で追加された列車を除き、新幹線や特急列車などに列車号数が付与されていなかったが、今作は付与されている。また『2』にはなかった（『3000番台』には存在していた）、早着秒数によって発生する踏切事故の隠しイベントも復活している。
列車をベリーハードでノーコンティニュークリア（金星）すると、以後その列車の天候をセレクトボタンで選択することができるようになる。また残り距離や速度計、後述のナビゲーションシステムを非表示にする事も可能で、これらの機能を利用した縛りプレイ（距離隠し・悪天候縛り等）も可能。
前作までは、いきなり信号や制限速度が表示されて減速が間に合わず、減点になってゲームオーバーになることがあったが、今作からは信号と制限速度が事前に分かるように表示される「ナビゲーションシステム」が導入され、クリアしやすくなった。ただし信号については設置位置ではなく喚呼する位置を示し、速度制限標識については制限が開始される位置ではなく制限が予告される位置を示すので、難易度が低い場合はナビゲーションに合わせて速度を調整すると、ブレーキが早すぎてダイヤに遅れる危険がある。なお、このシステムはATC導入路線および難易度をハード以上に設定した場合は表示されない。またダイヤの難易度が上がると予告する位置が速度制限開始地点に近くなる。
声の出演は立川真司、柴本浩行、篠原恵美、中山真奈美。

## 収録路線・車両
※車両形式の横に列車種別または列車名が表記されていないものは、その路線では普通列車（各駅停車）のみ収録されている。

### 秋田・東北新幹線
秋田新幹線（奥羽本線・田沢湖線）
秋田駅→大曲駅→盛岡駅
- E3系「こまち」
- 485系 特急「こまくさ」
- 701系 普通・快速「かまくら」
- 701系5000番台
- キハ110系300番台 臨時特急「秋田リレー」
  - PS版の『2』の秋田駅→大曲駅間に加えて、3000番台にあった大曲駅→盛岡駅間が延長され、PS版で秋田新幹線（奥羽本線秋田駅→大曲駅間と田沢湖線全区間）の全区間ならびに奥羽本線秋田駅→大曲駅間（狭軌区間）の運行ができるようになった。
  - 秋田駅南側にある車両基地は南秋田運転所（→秋田車両センター→現：秋田総合車両センター南秋田センター）ではなく「秋田車両基地」と紹介しているほか、大釜駅の東側にある立体交差は「東北自動車道」と紹介しているが、実際には谷地跨線橋であり[注 5]、実際の東北自動車道は谷地跨線橋からひとつ先の立体交差である。
  - 「こまち」は3本収録されており、4号（レベル1）が雫石駅停車、12号（レベル2）が雫石駅通過、22号（レベル5）が速達タイプ（角館駅・田沢湖駅・雫石駅通過）である。また車内アナウンスに英語放送が流れるようになった。
    - 「こまち」は盛岡駅の停止位置0 mで「Good」か「Great!」になっていると連結ゲームをプレイすることができる。ボーナスの増え方は『2高速編 3000番台』と同じ。

  - 「こまち」の場合、当時の実際のダイヤとゲーム内における時間の誤差を修正するため、大曲駅・盛岡駅の停車時間が長く、前者には約25分、後者には約45 - 49分も停車している。
  - 秋田新幹線以外の奥羽本線横手・山形方面の電車は狭軌の線路で運転することになる。
  - 普通盛岡行きは大地沢信号場で列車交換を行う[3]。「こまち」は志度内・大地沢の2つの信号場では列車交換は行われない。

東北新幹線
盛岡駅→新花巻駅
- E1系「Maxやまびこ」
- E2系＋E3系「やまびこ・こまち」
- E4系「Maxやまびこ」
- 200系（H編成）「やまびこ」
- 200系＋E3系「やまびこ・こまち」
  - これまでボーナス扱いだった東北新幹線の単独運転が最初から選択できるようになり、ATC制限速度を越えても減点されるだけで、一発でゲームオーバーになることはない。またATC実施予告では、速度制限標識同様に指示速度表示が点滅するようになった。
  - 体験できる最高速度は、240 km/h・245 km/h・275 km/hの3種類でダイヤによって異なる。
  - E2系・200系（原型編成・リニューアル編成）は、E3系の運転後からのみプレイ可能となっている（E3系の単独運転はない）。
  - 200系は、条件に応じてクリームに緑帯の原型編成とリニューアル編成のどちらかになる[注 6]。
  - 運転区間外ではあるが、新花巻駅以降の秋田新幹線・東北新幹線は全て仙台駅・大宮駅・上野駅・東京駅に停車し、白石蔵王駅・那須塩原駅・宇都宮駅・小山駅を通過するが、そのほかの停車・通過駅はダイヤによって異なり、下表の通りとなる（表中の数字は後述の「運転可能列車詳細一覧」の「番号」に対応）。

| 番号 | 列車名               | 新花巻 | 北上 | 水沢江刺 | 一ノ関 | くりこま高原 | 古川 | 仙台 | 福島 | 郡山 | 新白河 | 大宮 | 上野 | 東京 |
| ---- | -------------------- | ------ | ---- | -------- | ------ | ------------ | ---- | ---- | ---- | ---- | ------ | ---- | ---- | ---- |
| 01   | やまびこ・こまち4号  | ○      | →    | ○        | ○      | →            | →    | ○    | →    | →    | →      | ○    | ○    | ○    |
| 04   | Maxやまびこ70号      | ○      | ○    | ○        | ○      | ○            | ○    | ○    | ○    | ○    | →      | ○    | ○    | ○    |
| 06   | Maxやまびこ46号      | ○      | ○    | ○        | ○      | ○            | ○    | ○    | ○    | ○    | →      | ○    | ○    | ○    |
| 05   | やまびこ・こまち12号 | ○      | ○    | →        | →      | →            | →    | ○    | →    | →    | →      | ○    | ○    | ○    |
| 07   | やまびこ48号         | ○      | ○    | ○        | ○      | ○            | ○    | ○    | ○    | ○    | ○      | ○    | ○    | ○    |
| 10   | やまびこ・こまち22号 | ○      | →    | →        | →      | →            | →    | ○    | →    | →    | →      | ○    | ○    | ○    |

### ほくほく線（上越線・信越本線）
直江津駅→犀潟駅→六日町駅→越後湯沢駅
- HK100形 普通・快速
- 115系
- 181系 特急「とき」
- 485系 臨時特急「はくたか」
- 485系3000番台 特急「はくたか」
- 583系 臨時寝台急行「シュプール野沢・苗場」
- 681系 特急「はくたか」
- 681系2000番台 特急「はくたか」
  - 『2』の直江津駅→六日町駅間に加えて、JR上越線区間である六日町駅→越後湯沢駅間が延長され、ほくほく線（＋上越線の一部＋信越本線の一部）の全区間の運行できるようになった。681系2000番台はノンストップ運転に変更されている。
    - 本来は『2』で越後湯沢駅までの区間を制作する予定だったが、何らかの事情により六日町駅までに短縮されたことがスタッフの開発日記に記されていた[4]。

  - 『2』の特急「はくたか」は、犀潟駅通過時に2番線を通過していたため、駅手前で分岐制限45 km/hがかかっていたが、今作では特急を含むすべての通過列車は1番線を通過するため、手前で分岐制限はかからなくなった。その代わり、犀潟駅通過後にほくほく線の線路へ転線するための分岐制限60 km/hがかかるようになった。
  - なお犀潟駅は快速・普通以外停車せず、六日町駅には特急「はくたか」以外の列車が停車する。
  - HK100形は3本収録されているが、レベル1が快速越後湯沢行き、レベル2が普通六日町行き、レベル5が塩沢駅停車の普通越後湯沢行きである。
  - 隠し列車で出現する各駅停車の信越本線115系は、唯一黒井駅に停車するダイヤとなっている。
  - 『2』の快速は虫川大杉駅を通過していたが、今作の快速は停車する。また当駅では、『2』では2番線（副本線）通過のため速度制限60 km/hがかかっていたが、今作では1番線（本線）停車のため速度制限はかからなくなった。
  - 『2』と同様、信号場において列車交換を行う場合がある。ただし、『2』は快速越後湯沢行き上級路線において前駅までに各停車駅の早着秒数が12秒以上で発生しており、列車交換を行う場合は主信号機は「減速」→「減速」→「停止」と変化した。また快速においては、信号場通過の際に、列車交換の有無に関わらず、待避線通過（速度制限60 km/hがかかる）となっていたが、本作では列車交換を行う列車と場所が最初から決まっている。列車交換を行うのは、臨時寝台急行「シュプール野沢・苗場」越後湯沢行き（赤倉）、普通六日町行き（儀明・赤倉）、特急「はくたか」11号越後湯沢行き（薬師峠）、特急「はくたか」15号越後湯沢行き（赤倉）の4本である[3]。
  - なおレベル1・5では列車交換イベントがなく、レベル2では2回このイベントが起こる。
  - 主信号機の変化も「減速」→「場内注意」→「出発停止」に変更されており、列車交換を行わない列車は全て本線通過となり、速度制限はかからなくなった。

### 山手線
渋谷駅→東京駅→上野駅（内回り）
- 103系
- 205系
  - 初代の渋谷駅→東京駅間に加えて、東京駅→上野駅間を延長しているが基本的に東京駅までとなっている。上野駅までの運転が可能なダイヤは、渋谷駅8時58分発のリフレッシュ工事中のダイヤのみであり、田町駅より京浜東北線の線路を利用しての運転となっている。なお『3000番台』で追加された東京駅→新宿駅間（外回り）は収録されていない。
  - 初代とは違い、本作以降はATCを使用した運転となる[5]。

### 京浜東北線 北行・南行
北行
品川駅→上野駅
- 103系 普通・快速
- 209系 普通・快速
  - 『2』の区間を収録しているが、『3000番台』で追加された北行での横浜駅→品川駅間の区間は収録されていない（横浜駅→上野駅間も未収録）。
  - 『2』とは違い、本作ではATCを使用した運転となる[5]。
  - ダイヤのひとつはシリーズで初めての夜間運転ができる。

南行
品川駅→横浜駅
- 103系
- 209系
  - 初代の区間を収録している。
  - 初代とは違い、本作ではATCを使用した運転となる[5]。

### 東海道線
品川駅→横浜駅
品川駅→横浜駅&京都駅→大阪駅
- 113系
- 151系 臨時特急「第1こだま」※
- 185系 特急「踊り子」
- 211系
- 215系 快速「アクティー」
- 251系 特急「スーパービュー踊り子」
  - 新しく追加された今作オリジナルの路線。京浜東北線の南行の区間と同じだが、それとは別の線路で運転することになる。
  - 品川駅→横浜駅間では京浜東北線の各駅を通過するごとに（画面表示などはないが）計時が行われ、信号現示が変化することがある[3]。
  - 臨時特急「第1こだま」の運転のみ、横浜駅到着後に京都駅→大阪駅間も続けて運転可能。横浜駅→京都駅間は省略。
  - 路線名は「東海道線」になっているが、車内アナウンスでは「東海道本線」と案内される。

### JR嵯峨野線（山陰本線）
亀岡駅→京都駅
- キハ40系
- キハ58系 急行「丹後」
- キハ40系＋キハ58系
- キハ181系 特急「あさしお」
- DD51 普通・臨時快速「丹後」
  - PS版の初代と同じ区間であるが、PS版では省略されていた嵯峨駅※→丹波口駅間の運転が可能になった（アーケード版とSS版と同様の仕様）。
    - ※初代では「嵯峨嵐山」となっていたが、電化前の駅名「嵯峨」に修正されている[注 7]。

  - この路線の信号は3つのランプになっていることで、信号現示の減速と警戒は出ないようになっている。
  - 路線名は「JR嵯峨野線」になっているが、車内アナウンスでは「山陰本線」と案内される。

### JR京都線（東海道本線）
京都駅→大阪駅
- 103系
- 113系5000番台快速
- 117系 新快速
- 153系 新快速
- 201系
- 205系
- 207系
- 221系 新快速・臨時快速「嵯峨野ホリデー」
- 223系1000番台 新快速
- 485系 特急「雷鳥」・特急「スーパー雷鳥」・特急「白鳥」
- 485系3000番台 特急「雷鳥」
- 583系 寝台急行「きたぐに」
- 681系 特急「サンダーバード」
- キハ58系急行「たかやま」
  - 初代と同じだが、建物などが追加・修正された上で収録されている。なお『3000番台』にあった大阪駅→神戸駅間（JR神戸線）は未収録となっている。
  - 快速は実際の停車駅に変更され、京都駅 - 高槻駅間各駅停車と、同区間長岡京駅のみ停車の快速の2種類となった[注 8]。
  - 153系を使用した新快速のみ、高槻駅を通過する一方で、当時通過していた新大阪駅には停車する。
  - 臨時快速「嵯峨野ホリデー」のダイヤは嵯峨野線ホーム（31番のりば）から出発し、梅小路駅（現：京都貨物駅）を通過し、向日町駅で渡り線を通って本線に合流する。したがって、西大路駅は通過しない。
  - 特急「サンダーバード」8号は、乗務可能列車の中で唯一、デフォルトの天候が雷雨となっている。
  - 路線名は「JR京都線」になっているが、車内アナウンスでは「東海道本線」と案内される。
  - 急行「たかやま」は19時台後半から20時台前半にかけての運転だが、夕方の空となっている。

### 大阪環状線
大阪駅→天王寺駅（内回り）
- 103系 普通・区間快速
- 221系 大和路快速
- 223系0番台 関空/紀州路快速・関空快速・関空特快「ウイング」
- 381系「やまとじライナー」
  - 内容はPS版『2』と同じであるが、PS版『2』発売直後に行われた1999年（平成11年）5月10日ダイヤ改正[6]に対応するなどの改良を施して収録されている。
  - 関空快速37号は、天王寺駅の停止位置0 mで「Good」か「Great!」になっていると連結ゲームをプレイすることができる。
  - 「やまとじライナー」2号は現実では19時台後半の運転であるが夕方の空である。

### 鹿児島本線
博多駅→小倉駅
- 415系
- 415系＋415系1500番台 快速
- 485系 特急「にちりん」・特急「ソニック」
- 715系
- 787系 特急「にちりんシーガイア」
- 811系 快速
- 813系
- 883系 特急「ソニック」
- ED76 寝台特急「はやぶさ」
- キハ40系
  - こちらも内容はPS版『2』と同じであるが、改良して収録されている。
  - 本作発売前の1999年（平成11年）7月2日に枝光駅 - 八幡駅間が新線に切り替えられ、新たにスペースワールド駅が開業していたが[7]、路線データはPS版『2』のものをそのまま使用している。
  - 快速は811系と415系の2種類あるが、前者は枝光駅を通過し、後者は停車する。
  - 「はやぶさ」では車内販売と車内電話がない旨が車内放送で流れるようになっているが、実際は翌朝に車内販売があり[注 9]、車内電話もロビーカーに設置されていた。

## 機種別選択可能列車詳細一覧
- 内容は全て、「ゲーム設定」内の「難易度」が「ノーマル」の場合。
- 「番号」はゲーム中で使用された公式のものではないが、後述する「出現条件」の番号に対応している。また水文字の列車は「決められた複数の初期列車を運転すると解禁される隠し列車」、桃文字の列車は「決められた1つの初期列車を運転すると解禁される隠し列車」を表す。
- 「乗務開始駅からの停車駅」は列車選択時および乗務開始前の発車案内に表示される。（）内はゲーム内では運転しないが列車選択時には表示されるもの。
- 「初期持ち時間」の詳細については難易度別初期持ち時間を参照。
- 「天候」はベリーハードでノーコンティニュークリア（金星をつける）を達成することで変更可能。
- 「備考・その他」はイベントが発生する駅または駅間と括弧内にそのイベント内容などを記載している。
  - 関空快速37号を除く快速・普通列車（一部を除く）と臨時寝台急行「シュプール野沢・苗場」におけるボーナスゲームは『2』と同様、横川駅において、EF63形と489系「白山」（塗装は国鉄色か白山色のランダム）を連結させる。
- 「出現条件」の内容は以下のとおりである。
  - 「** km」と記載されている列車は、総走行距離が記載された距離に達すると出現する。
  - 番号が記載されている列車は、その番号の列車を、青文字はノーコンティニュークリア（金星か銀星をつける）、赤文字はクリア（金星か銀星か銅星をつける、コンティニュー回数は問わない）を達成すると出現する。
  - 何も記載されていない列車は、条件を必要とせず最初から選択できる。
  - 隠し列車は「出現条件」に記載された方法のほか、PocketStation『でんごー』を用いて出現させる方法もある。この方法はPlayStation版のみ有効な方法である。ただし前述の通り臨時特急「第1こだま」は出現させることはできない。

凡例
- ●：選択可能
- ○：一定条件を満たすと選択可能
- ×：選択不可能

| 地域路線                   | 番号 | 路線名                  | 列車種別            | 列車名                  | 乗務区間                        | 走行距離 | 行先                       | 発車時刻 | 乗務開始駅からの 停車駅 | 使用車両             | 難易度 | 初期 持ち時間 | 天候 | 備考 その他                                                                                | 出現条件         | 製品版 | 製品版 | 体験版 | 体験版 |
| 地域路線                   | 番号 | 路線名                  | 列車種別            | 列車名                  | 乗務区間                        | 走行距離 | 行先                       | 発車時刻 | 乗務開始駅からの 停車駅 | 使用車両             | 難易度 | 初期 持ち時間 | 天候 | 備考 その他                                                                                | 出現条件         | PS版   | PC版   | PS版   | PC版   |
| -------------------------- | ---- | ----------------------- | ------------------- | ----------------------- | ------------------------------- | -------- | -------------------------- | -------- | --- | -------------------- | ------ | ------------- | ---- | ------------------------------------------------------------------------------------------ | ---------------- | ------ | ------ | ------ | ------ |
| 秋田新幹線 東北新幹線      | 01   | 秋田新幹線              | 新幹線特急          | こまち4号               | 秋田駅 ↓ 盛岡駅                 | 42.0 km  | 東京                       | 06:38    | 大曲・角館・田沢湖・雫石・盛岡 | E3系                 | ●      | 60秒          | 晴   | 盛岡駅 （ボーナスゲーム）                                                                  |                  | ●      | ●      | ●      | ×      |
| 秋田新幹線 東北新幹線      | 01   | 東北新幹線              | 新幹線特急          | やまびこ・こまち4号     | 盛岡駅 ↓ 新花巻駅               | 42.0 km  | 東京                       | 08:11    | 新花巻 （水沢江刺・一ノ関・仙台・大宮・上野・東京） | E2系 E3系            | ●      | 60秒          | 晴   | 盛岡駅 （ボーナスゲーム）                                                                  |                  | ●      | ●      | ●      | ×      |
| 秋田新幹線 東北新幹線      | 02   | 奥羽本線                | 特急                | こまくさ6号             | 秋田駅 ↓ 大曲駅                 | 12.5 km  | 山形                       | 08:15    | 大曲 （横手・十文字・湯沢・横堀・新庄・大石田・楯岡・東根・天童・山形） | 485系                | ●●     | 50秒          | 晴   | 他のダイヤは全てセクション通過ボーナスは難易度問わず2秒だが、このダイヤのみ難易度問わず5秒 | 09・11           | ○      | ○      | ×      | ×      |
| 秋田新幹線 東北新幹線      | 03   | 奥羽本線                | 臨時特急            | 秋田リレー6号           | 秋田駅 ↓ 大曲駅                 | 12.5 km  | 北上                       | 08:55    | 大曲 （横手・ほっとゆだ・北上） | キハ110系300番台     | ●●●●   | 20秒          | 雪   |                                                                                            | 900 km           | ○      | ○      | ×      | ×      |
| 秋田新幹線 東北新幹線      | 04   | 東北新幹線              | 新幹線特急          | Maxやまびこ70号         | 盛岡駅 ↓ 新花巻駅               | 9.9 km   | 東京                       | 10:56    | 新花巻 （北上・水沢江刺・一ノ関・くりこま高原・古川・仙台・福島・郡山・大宮・上野・東京） | E1系                 | ●      | 60秒          | 雨   |                                                                                            |                  | ●      | ●      | ×      | ●      |
| 秋田新幹線 東北新幹線      | 05   | 秋田新幹線              | 新幹線特急          | こまち12号              | 秋田駅 ↓ 盛岡駅                 | 42.0 km  | 東京                       | 10:50    | 大曲・角館・田沢湖・盛岡 | E3系                 | ●●     | 50秒          | 不明 | 盛岡駅 （ボーナスゲーム）                                                                  |                  | ●      | ●      | ×      | ×      |
| 秋田新幹線 東北新幹線      | 05   | 東北新幹線              | 新幹線特急          | やまびこ・こまち12号    | 盛岡駅 ↓ 新花巻駅               | 42.0 km  | 東京                       | 12:26    | 新花巻 （北上・仙台・大宮・上野・東京） | 200系 E3系           | ●●     | 50秒          | 不明 | 盛岡駅 （ボーナスゲーム）                                                                  |                  | ●      | ●      | ×      | ×      |
| 秋田新幹線 東北新幹線      | 06   | 東北新幹線              | 新幹線特急          | Maxやまびこ46号         | 盛岡駅 ↓ 新花巻駅               | 9.9 km   | 東京                       | 13:11    | 新花巻 （北上・水沢江刺・一ノ関・くりこま高原・古川・仙台・福島・郡山・大宮・上野・東京） | E4系                 | ●●     | 60秒          | 晴   |                                                                                            | 600 km           | ○      | ○      | ×      | ×      |
| 秋田新幹線 東北新幹線      | 07   | 東北新幹線              | 新幹線特急          | やまびこ48号            | 盛岡駅 ↓ 新花巻駅               | 9.9 km   | 東京                       | 14:14    | 新花巻 （北上・水沢江刺・一ノ関・くりこま高原・古川・仙台・福島・郡山・新白河・大宮・上野・東京） | 200系2000番台        | ●      | 60秒          | 曇   |                                                                                            |                  | ●      | ●      | ×      | ×      |
| 秋田新幹線 東北新幹線      | 08   | 田沢湖線                | 普通                |                         | 大曲駅 ↓ 盛岡駅                 | 19.6 km  | 盛岡                       | 14:19    | 各駅停車 | 701系5000番台        | ●●●    | 50秒          | 晴   | 田沢湖駅 （ボーナスゲーム） 大地沢信号場 （列車交換） 赤渕駅→春木場駅間 （踏切事故）       |                  | ●      | ●      | ●      | ×      |
| 秋田新幹線 東北新幹線      | 09   | 奥羽本線                | 普通                |                         | 秋田駅 ↓ 大曲駅                 | 12.5 km  | 新庄                       | 14:55    | 各駅停車 | 701系                | ●●     | 30秒          | 晴   | 峰吉川駅 （ボーナスゲーム）                                                                |                  | ●      | ●      | ×      | ×      |
| 秋田新幹線 東北新幹線      | 10   | 秋田新幹線              | 新幹線特急          | こまち22号              | 秋田駅 ↓ 盛岡駅                 | 42.0 km  | 東京                       | 16:30    | 大曲・盛岡 | E3系                 | ●●●●●  | 20秒          | 雪   | 盛岡駅 （ボーナスゲーム）                                                                  | 01・05           | ○      | ○      | ×      | ×      |
| 秋田新幹線 東北新幹線      | 10   | 東北新幹線              | 新幹線特急          | やまびこ・こまち22号    | 盛岡駅 ↓ 新花巻駅               | 42.0 km  | 東京                       | 18:03    | 新花巻 （仙台・大宮・上野・東京） | E2系 E3系            | ●●●●●  | 20秒          | 雪   | 盛岡駅 （ボーナスゲーム）                                                                  | 01・05           | ○      | ○      | ×      | ×      |
| 秋田新幹線 東北新幹線      | 11   | 奥羽本線                | 快速                | かまくら4号             | 秋田駅 ↓ 大曲駅                 | 12.5 km  | 湯沢                       | 17:18    | 四ツ小屋・和田・刈和野・大曲 （横手・十文字・湯沢） | 701系                | ●●●●   | 20秒          | 晴   | 刈和野駅 - 神宮寺駅間 （踏切事故）                                                         |                  | ●      | ●      | ×      | ×      |
| ほくほく・上越線           | 12   | ほくほく線              | 快速                |                         | 直江津駅 ↓ 越後湯沢駅           | 29.8 km  | 越後湯沢                   | 05:52    | 犀潟・くびき・うらがわら・虫川大杉・ほくほく大島・まつだい・十日町・六日町・越後湯沢 | HK100形              | ●      | 60秒          | 晴   | 十日町駅 （ボーナスゲーム）                                                                |                  | ●      | ●      | ●      | ×      |
| ほくほく・上越線           | 13   | ほくほく線              | 臨時寝台急行        | シュプール野沢・苗場    | 直江津駅 ↓ 越後湯沢駅           | 29.8 km  | 越後湯沢                   | 05:58    | 虫川大杉・十日町・六日町・大沢・石打・越後湯沢 | 583系                | ●●●●   | 20秒          | 雪   | 十日町駅 （ボーナスゲーム） 赤倉信号場 （列車交換）                                        | 1,100 km         | ○      | ○      | ×      | ×      |
| ほくほく・上越線           | 14   | ほくほく線              | 普通                |                         | 直江津駅 ↓ 六日町駅             | 21.5 km  | 六日町                     | 07:37    | 犀潟から六日町までの各駅 | HK100形              | ●●     | 30秒          | 晴   | 儀明信号場 赤倉信号場 （列車交換） 十日町駅 （ボーナスゲーム）                             |                  | ●      | ●      | ×      | ×      |
| ほくほく・上越線           | 15   | 信越本線                | 普通                |                         | 直江津駅 ↓ 犀潟駅               | 2.9 km   | 長岡                       | 09:13    | 各駅停車 | 115系                | ●      | 60秒          | 晴   |                                                                                            | 1,400 km         | ○      | ○      | ×      | ×      |
| ほくほく・上越線           | 16   | ほくほく線              | 特急                | はくたか7号             | 直江津駅 ↓ 越後湯沢駅           | 29.8 km  | 越後湯沢                   | 11:04    | 十日町・越後湯沢 | 485系3000番台        | ●●●    | 30秒          | 晴   |                                                                                            |                  | ●      | ●      | ×      | ×      |
| ほくほく・上越線           | 17   | 上越線                  | 臨時特急            | とき12号                | 六日町駅 ↓ 越後湯沢             | 8.3 km   | 上野                       | 12:12    | 越後湯沢 （渋川・高崎・大宮・上野） | 181系                | ●●●    | 30秒          | 雪   |                                                                                            | 28 - 32          | ○      | ○      | ×      | ×      |
| ほくほく・上越線           | 18   | ほくほく線              | 特急                | はくたか9号             | 直江津駅 ↓ 越後湯沢             | 29.8 km  | 越後湯沢                   | 13:46    | 越後湯沢 | 681系2000番台        | ●●     | 50秒          | 不明 |                                                                                            |                  | ●      | ●      | ●      | ×      |
| ほくほく・上越線           | 19   | ほくほく線              | 普通                |                         | 直江津駅 ↓ 越後湯沢駅           | 29.8 km  | 越後湯沢                   | 14:16    | 犀潟から塩沢までの各駅・越後湯沢 | HK100形              | ●●●●●  | 20秒          | 雨   | 十日町駅 （ボーナスゲーム） 大沢駅→石打駅間 （踏切事故）                                   |                  | ●      | ●      | ×      | ×      |
| ほくほく・上越線           | 20   | ほくほく線              | 特急                | はくたか11号            | 直江津駅 ↓ 越後湯沢駅           | 29.8 km  | 越後湯沢                   | 15:25    | 十日町・越後湯沢 | 485系                | ●●●●   | 20秒          | 雨   | 薬師峠信号場 （列車交換）                                                                  |                  | ●      | ●      | ×      | ×      |
| ほくほく・上越線           | 21   | 上越線                  | 普通                |                         | 六日町駅 ↓ 越後湯沢駅           | 8.3 km   | 水上                       | 17:31    | 各駅停車 | 115系                | ●●●    | 30秒          | 晴   | 大沢駅→石打駅間 （踏切事故）                                                               |                  | ●      | ●      | ×      | ×      |
| ほくほく・上越線           | 22   | ほくほく線              | 特急                | はくたか15号            | 直江津駅 ↓ 越後湯沢駅           | 29.8 km  | 越後湯沢                   | 18:11    | 越後湯沢 | 681系                | ●●●●●  | 20秒          | 晴   | 赤倉信号場 （列車交換）                                                                    | 16・18・20       | ○      | ○      | ×      | ×      |
| 山手線                     | 23   | 山手線                  | 普通                |                         | 大崎駅 ↓ 東京駅                 | 6.8 km   | 品川・東京方面             | 06:54    | 各駅停車 | 205系                | ●      | 50秒          | 晴   |                                                                                            |                  | ●      | ●      | ●      | ×      |
| 山手線                     | 24   | 山手線                  | 普通                |                         | 渋谷駅 ↓ 東京駅                 | 10.7 km  | 大崎・品川・東京方面       | 07:39    | 各駅停車 | 205系                | ●●●●   | 30秒          | 雨   | 田町駅 （ボーナスゲーム）                                                                  |                  | ●      | ●      | ●      | ×      |
| 山手線                     | 25   | 山手線                  | 普通                |                         | 渋谷駅 ↓ 上野駅                 | 13.5 km  | 品川・東京・上野方面       | 08:58    | 各駅停車 | 205系                | ●●●●●  | 20秒          | 不明 | 田町駅→田端駅間はリフレッシュ工事のため京浜東北線の線路を走行 東京駅 （ボーナスゲーム）    | 23・24・26・27   | ○      | ○      | ×      | ×      |
| 山手線                     | 26   | 山手線                  | 普通                |                         | 渋谷駅 ↓ 大崎駅                 | 3.9 km   | 大崎                       | 10:50    | 各駅停車 | 205系                | ●      | 60秒          | 晴   |                                                                                            |                  | ●      | ●      | ×      | ×      |
| 山手線                     | 27   | 山手線                  | 普通                |                         | 渋谷駅 ↓ 東京駅                 | 10.7 km  | 大崎・品川・東京方面       | 16:28    | 各駅停車 | 103系                | ●●●    | 30秒          | 晴   | 田町駅 （ボーナスゲーム）                                                                  |                  | ●      | ●      | ×      | ×      |
| 京浜東北線 北行            | 28   | 京浜東北線              | 普通                |                         | 品川駅 ↓ 上野駅                 | 7.7 km   | 南浦和                     | 08:09    | 各駅停車 | 209系                | ●●     | 60秒          | 晴   | 東京駅 （ボーナスゲーム）                                                                  |                  | ●      | ●      | ●      | ×      |
| 京浜東北線 北行            | 29   | 京浜東北線              | 快速                |                         | 品川駅 ↓ 上野駅                 | 7.7 km   | 南浦和                     | 10:39    | 田町・東京・秋葉原・上野 （田端からの各駅） | 209系                | ●●●●   | 20秒          | 雨   | 東京駅 （ボーナスゲーム）                                                                  |                  | ●      | ●      | ×      | ×      |
| 京浜東北線 北行            | 30   | 京浜東北線              | 快速                |                         | 品川駅 ↓ 上野駅                 | 7.7 km   | 大宮                       | 14:09    | 田町・東京・秋葉原・上野 （田端からの各駅） | 103系                | ●●●●●  | 20秒          | 不明 | 東京駅 （ボーナスゲーム）                                                                  | 28・29・31・32   | ○      | ○      | ×      | ×      |
| 京浜東北線 北行            | 31   | 京浜東北線              | 普通                |                         | 品川駅 ↓ 上野駅                 | 7.7 km   | 大宮                       | 16:31    | 各駅停車 | 103系                | ●●●●   | 30秒          | 晴   | 東京駅 （ボーナスゲーム）                                                                  |                  | ●      | ●      | ×      | ×      |
| 京浜東北線 北行            | 32   | 京浜東北線              | 普通                |                         | 品川駅 ↓ 上野駅                 | 7.7 km   | 大宮                       | 22:57    | 各駅停車 | 209系                | ●●●    | 50秒          | 晴   | 東京駅 （ボーナスゲーム）                                                                  |                  | ●      | ●      | ●      | ×      |
| 京浜東北線 南行            | 33   | 京浜東北線              | 普通                |                         | 品川駅 ↓ 蒲田駅                 | 4.9 km   | 蒲田                       | 10:23    | 各駅停車 | 209系                | ●      | 60秒          | 晴   |                                                                                            |                  | ●      | ●      | ●      | ×      |
| 京浜東北線 南行            | 34   | 京浜東北線              | 普通                |                         | 品川駅 ↓ 横浜駅                 | 13.6 km  | 大船                       | 13:55    | 各駅停車 | 209系                | ●●●●   | 30秒          | 不明 | 新子安駅 （ボーナスゲーム）                                                                |                  | ●      | ●      | ●      | ×      |
| 京浜東北線 南行            | 35   | 京浜東北線              | 普通                |                         | 品川駅 ↓ 横浜駅                 | 13.6 km  | 磯子                       | 16:20    | 各駅停車 | 103系                | ●●●●●  | 20秒          | 雨   | 鶴見駅→新子安駅間 （踏切事故） 新子安駅 （ボーナスゲーム）                                 | 33・34・36       | ○      | ○      | ×      | ×      |
| 京浜東北線 南行            | 36   | 京浜東北線              | 普通                |                         | 品川駅 ↓ 鶴見駅                 | 9.1 km   | 鶴見                       | 17:42    | 各駅停車 | 209系                | ●●     | 50秒          | 晴   |                                                                                            |                  | ●      | ●      | ×      | ×      |
| 東海道線                   | 37   | 東海道本線              | 普通                |                         | 品川駅 ↓ 横浜駅                 | 13.6 km  | 小田原                     | 06:33    | 各駅停車 | 113系                | ●      | 50秒          | 晴   |                                                                                            |                  | ●      | ●      | ●      | ×      |
| 東海道線                   | 38   | 東海道本線              | 臨時特急            | 第1こだま               | 品川駅 ↓ 横浜駅 京都駅 ↓ 大阪駅 | 27.9 km  | 大阪                       | 07:10    | 横浜 （名古屋） 京都・大阪 | 151系                | ●●●    | 30秒          | 晴   | 横浜駅→京都駅間は省略                                                                      | 01 - 37・39 - 85 | ○      | ○      | ×      | ×      |
| 東海道線                   | 39   | 東海道本線              | 特急                | スーパービュー踊り子1号 | 品川駅 ↓ 横浜駅                 | 13.6 km  | 伊豆急下田                 | 11:06    | 横浜 （熱海・伊東・伊豆高原・伊豆熱川・伊豆稲取・河津・蓮台寺・伊豆急下田） | 251系                | ●●●●●  | 20秒          | 晴   |                                                                                            | 37・40・41・42   | ○      | ○      | ×      | ×      |
| 東海道線                   | 40   | 東海道本線              | 特急                | 踊り子111号             | 品川駅 ↓ 横浜駅                 | 13.6 km  | 伊豆急下田 修善寺          | 13:07    | 川崎・横浜 （大船・小田原・湯河原・熱海、伊豆急下田行きは熱海から先、来宮・網代・伊東・伊豆高原・伊豆熱川・伊豆稲取・河津・蓮台寺・伊豆急下田。修善寺行きは熱海から先、三島・三島田町・大場・伊豆長岡・大仁・修善寺）     | 185系                | ●●     | 30秒          | 曇   |                                                                                            |                  | ●      | ●      | ×      | ×      |
| 東海道線                   | 41   | 東海道本線              | 快速                | アクティー              | 品川駅 ↓ 横浜駅                 | 13.6 km  | 熱海                       | 15:48    | 川崎・横浜 （大船・藤沢・茅ケ崎・平塚・国府津・小田原・早川・根府川・真鶴・湯河原・熱海） | 215系                | ●●●    | 20秒          | 不明 |                                                                                            |                  | ●      | ●      | ●      | ×      |
| 東海道線                   | 42   | 東海道本線              | 普通                |                         | 品川駅 ↓ 横浜駅                 | 13.6 km  | 小田原                     | 17:51    | 各駅停車 | 211系                | ●●●●   | 20秒          | 晴   | 川崎駅→横浜駅間 （踏切事故）                                                               |                  | ●      | ●      | ×      | ×      |
| JR嵯峨野線                 | 43   | JR嵯峨野線 （山陰本線） | 普通                |                         | 亀岡駅 ↓ 京都駅                 | 8.4 km   | 京都                       | 07:38    | 各駅停車 | DD51＋旧型客車       | ●●     | 30秒          | 晴   | 花園駅 （ボーナスゲーム）                                                                  |                  | ●      | ●      | ●      | ×      |
| JR嵯峨野線                 | 44   | JR嵯峨野線 （山陰本線） | 急行                | 丹後2号                 | 亀岡駅 ↓ 京都駅                 | 8.4 km   | 京都                       | 09:14    | 二条・京都 | キハ58系             | ●●●    | 30秒          | 不明 |                                                                                            |                  | ●      | ●      | ●      | ×      |
| JR嵯峨野線                 | 45   | JR嵯峨野線 （山陰本線） | 普通                |                         | 亀岡駅 ↓ 京都駅                 | 8.4 km   | 京都                       | 11:37    | 各駅停車 | キハ40系＋キハ58系   | ●      | 50秒          | 晴   | 花園駅 （ボーナスゲーム）                                                                  |                  | ●      | ●      | ×      | ×      |
| JR嵯峨野線                 | 46   | JR嵯峨野線 （山陰本線） | 普通                |                         | 亀岡駅 ↓ 京都駅                 | 8.4 km   | 京都                       | 13:05    | 各駅停車 | キハ40系             | ●●●●   | 20秒          | 雨   | 保津峡駅→嵯峨駅間 （踏切事故） 花園駅 （ボーナスゲーム）                                   |                  | ●      | ●      | ×      | ×      |
| JR嵯峨野線                 | 47   | JR嵯峨野線 （山陰本線） | 臨時快速            | 丹後94号                | 亀岡駅 ↓ 京都駅                 | 8.4 km   | 京都                       | 15:36    | 嵯峨・二条・京都 | DD51＋12系客車       | ●●●●●  | 20秒          | 雪   |                                                                                            | 300 km           | ○      | ○      | ×      | ×      |
| JR嵯峨野線                 | 48   | JR嵯峨野線 （山陰本線） | 特急                | あさしお10号            | 亀岡駅 ↓ 京都駅                 | 8.4 km   | 京都                       | 18:27    | 京都 | キハ181系            | ●●●●   | 20秒          | 晴   |                                                                                            | 1,000 km         | ○      | ○      | ×      | ×      |
| JR京都線                   | 49   | JR京都線 （東海道本線） | 寝台急行            | きたぐに                | 京都駅 ↓ 大阪駅                 | 14.3 km  | 大阪                       | 06:15    | 新大阪・大阪 | 583系                | ●      | 50秒          | 雪   |                                                                                            |                  | ●      | ●      | ●      | ×      |
| JR京都線                   | 50   | JR京都線 （東海道本線） | 普通                |                         | 京都駅 ↓ 大阪駅                 | 14.3 km  | 尼崎                       | 07:44    | 各駅停車 | 207系                | ●●●    | 30秒          | 不明 | 茨木駅 （ボーナスゲーム） 吹田駅→東淀川駅間 （踏切事故）                                   | 100 km           | ○      | ○      | ×      | ×      |
| JR京都線                   | 51   | JR京都線 （東海道本線） | 新快速              |                         | 京都駅 ↓ 大阪駅                 | 14.3 km  | 姫路                       | 08:01    | 高槻・新大阪・大阪 （尼崎・芦屋・三ノ宮・神戸・明石・西明石・加古川・姫路） | 117系                | ●●●    | 50秒          | 晴   |                                                                                            | 800 km           | ○      | ○      | ×      | ×      |
| JR京都線                   | 52   | JR京都線 （東海道本線） | 快速                |                         | 京都駅 ↓ 大阪駅                 | 14.3 km  | 大阪                       | 08:06    | 長岡京・高槻・茨木・新大阪・大阪 | 113系5000番台        | ●●●●   | 20秒          | 晴   | 茨木駅 （ボーナスゲーム）                                                                  | 61               | ○      | ○      | ×      | ×      |
| JR京都線                   | 53   | JR京都線 （東海道本線） | 新快速              |                         | 京都駅 ↓ 大阪駅                 | 14.3 km  | 姫路                       | 08:21    | 高槻・新大阪・大阪 （尼崎・芦屋・三ノ宮・神戸・明石・西明石・加古川・姫路） | 223系1000番台        | ●●●●   | 20秒          | 曇   |                                                                                            | 200 km           | ○      | ○      | ×      | ×      |
| JR京都線                   | 54   | JR京都線 （東海道本線） | 普通                |                         | 京都駅 ↓ 大阪駅                 | 14.3 km  | 西明石                     | 09:19    | 各駅停車 | 103系                | ●●●●●  | 20秒          | 雨   | 茨木駅 （ボーナスゲーム）                                                                  | 64               | ○      | ○      | ×      | ×      |
| JR京都線                   | 55   | JR京都線 （東海道本線） | 特急                | サンダーバード8号       | 京都駅 ↓ 大阪駅                 | 14.3 km  | 大阪                       | 10:13    | 新大阪・大阪 | 681系                | ●●●●●  | 20秒          | 雷雨 |                                                                                            | 63               | ○      | ○      | ×      | ×      |
| JR京都線                   | 56   | JR京都線 （東海道本線） | 普通                |                         | 高槻駅 ↓ 大阪駅                 | 7.3 km   | 新三田                     | 11:18    | 各駅停車 | 201系                | ●      | 60秒          | 曇   | 茨木駅 （ボーナスゲーム）                                                                  |                  | ●      | ●      | ×      | ×      |
| JR京都線                   | 57   | JR京都線 （東海道本線） | 特急                | 雷鳥14号                | 京都駅 ↓ 大阪駅                 | 14.3 km  | 大阪                       | 11:37    | 新大阪・大阪 | 485系                | ●●     | 30秒          | 晴   |                                                                                            |                  | ●      | ●      | ×      | ×      |
| JR京都線                   | 58   | JR京都線 （東海道本線） | 普通                |                         | 京都駅 ↓ 大阪駅                 | 14.3 km  | 西明石                     | 12:34    | 各駅停車 | 205系                | ●●     | 50秒          | 晴   | 茨木駅 （ボーナスゲーム）                                                                  |                  | ●      | ●      | ×      | ×      |
| JR京都線                   | 59   | JR京都線 （東海道本線） | 新快速              |                         | 京都駅 ↓ 大阪駅                 | 14.3 km  | 西明石                     | 13:00    | 新大阪・大阪 （三ノ宮・神戸・明石・西明石） | 153系                | ●●●    | 30秒          | 晴   |                                                                                            | 51               | ○      | ○      | ×      | ×      |
| JR京都線                   | 60   | JR京都線 （東海道本線） | 特急                | 雷鳥22号                | 京都駅 ↓ 大阪駅                 | 14.3 km  | 大阪                       | 14:05    | 新大阪・大阪 | 485系3000番台        | ●●●●   | 20秒          | 雨   |                                                                                            | 57               | ○      | ○      | ×      | ×      |
| JR京都線                   | 61   | JR京都線 （東海道本線） | 快速                |                         | 京都駅 ↓ 大阪駅                 | 14.3 km  | 網干                       | 14:26    | 西大路・向日町・長岡京・山崎・高槻・茨木・新大阪・大阪 （尼崎・芦屋・住吉・六甲道・三ノ宮・元町・神戸・兵庫・須磨・垂水・舞子・明石・西明石・大久保・魚住・土山・東加古川・加古川・宝殿・曽根・御着・姫路・英賀保・網干） | 221系                | ●●●●   | 30秒          | 晴   | 山崎駅→高槻駅間 （踏切事故）                                                               |                  | ●      | ●      | ×      | ×      |
| JR京都線                   | 62   | JR京都線 （東海道本線） | 新快速              |                         | 京都駅 ↓ 大阪駅                 | 14.3 km  | 姫路                       | 15:45    | 高槻・新大阪・大阪（・尼崎・芦屋・三ノ宮・神戸・明石・西明石・加古川・姫路） | 221系                | ●      | 60秒          | 晴   |                                                                                            |                  | ●      | ●      | ●      | ×      |
| JR京都線                   | 63   | JR京都線 （東海道本線） | 特急                | スーパー雷鳥26号        | 京都駅 ↓ 大阪駅                 | 14.3 km  | 大阪                       | 16:09    | 新大阪・大阪 | 485系                | ●●●    | 30秒          | 不明 | 吹田駅→東淀川駅間 （踏切事故）                                                             | 450 km           | ○      | ○      | ×      | ×      |
| JR京都線                   | 64   | JR京都線 （東海道本線） | 普通                |                         | 京都駅 ↓ 大阪駅                 | 14.3 km  | 西明石                     | 16:19    | 各駅停車 | 201系                | ●●     | 50秒          | 曇   | 茨木駅 （ボーナスゲーム）                                                                  | 350 km           | ○      | ○      | ×      | ×      |
| JR京都線                   | 65   | JR京都線 （東海道本線） | 臨時快速            | 嵯峨野ホリデー          | 京都駅 ↓ 大阪駅                 | 14.3 km  | 姫路                       | 17:49    | 高槻・新大阪・大阪 （尼崎・芦屋・三ノ宮・神戸・明石・西明石・加古川・姫路） | 221系                | ●●●●   | 20秒          | 晴   | 京都駅31番線発 京都駅→向日町駅間は梅小路駅経由                                             | 43 - 48          | ○      | ○      | ×      | ×      |
| JR京都線                   | 66   | JR京都線 （東海道本線） | 特急                | 白鳥                    | 京都駅 ↓ 大阪駅                 | 14.3 km  | 大阪                       | 18:08    | 新大阪・大阪 | 485系                | ●●●●   | 20秒          | 晴   |                                                                                            |                  | ●      | ●      | ×      | ×      |
| JR京都線                   | 67   | JR京都線 （東海道本線） | 急行                | たかやま                | 京都駅 ↓ 大阪駅                 | 14.3 km  | 大阪                       | 19:53    | 新大阪・大阪 | キハ58系             | ●●●●●  | 20秒          | 雨   |                                                                                            | 500 km           | ○      | ○      | ×      | ×      |
| 大阪環状線                 | 68   | 大阪環状線              | 区間快速            |                         | 大阪駅 ↓ 天王寺駅               | 8.7 km   | 加茂                       | 07:45    | 福島・野田・西九条・弁天町・大正・芦原橋・今宮・新今宮・天王寺 （久宝寺・王寺・法隆寺・大和小泉・郡山・奈良・平城山・木津・加茂）                                                                                         | 103系                | ●●●●   | 20秒          | 晴   | 芦原橋駅 （ボーナスゲーム）                                                                | 150 km           | ○      | ○      | ×      | ×      |
| 大阪環状線                 | 69   | 大阪環状線              | 関空特快            | ウィング3号             | 大阪駅 ↓ 天王寺駅               | 8.7 km   | 関西空港                   | 10:56    | 天王寺 （堺市・鳳・和泉府中・日根野・りんくうタウン・関西空港） | 223系                | ●●●●●  | 20秒          | 不明 |                                                                                            | 70               | ○      | ○      | ×      | ×      |
| 大阪環状線                 | 70   | 大阪環状線              | 関空快速            | 37号                    | 大阪駅 ↓ 天王寺駅               | 8.7 km   | 関西空港                   | 12:33    | 西九条・弁天町・新今宮・天王寺 （堺市・鳳・和泉府中・東岸和田・熊取・日根野・りんくうタウン・関西空港） | 223系                | ●●●●   | 50秒          | 雨   | 天王寺駅 （ボーナスゲーム）                                                                | 400 km           | ○      | ○      | ×      | ×      |
| 大阪環状線                 | 71   | 大阪環状線              | 普通                |                         | 大阪駅 ↓ 天王寺駅               | 8.7 km   | 西九条・弁天町・天王寺方面 | 15:48    | 各駅停車 | 103系                | ●      | 50秒          | 晴   | 芦原橋駅 （ボーナスゲーム）                                                                |                  | ●      | ●      | ●      | ×      |
| 大阪環状線                 | 72   | 大阪環状線              | 大和路快速          |                         | 大阪駅 ↓ 天王寺駅               | 8.7 km   | 加茂                       | 16:25    | 西九条・弁天町・新今宮・天王寺 （王寺・法隆寺・大和小泉・郡山・奈良・平城山・木津・加茂） | 221系                | ●●●    | 30秒          | 雨   |                                                                                            |                  | ●      | ●      | ×      | ×      |
| 大阪環状線                 | 73   | 大阪環状線              | 紀州路快速 関空快速 |                         | 大阪駅 ↓ 天王寺駅               | 8.7 km   | 和歌山 関西空港            | 17:53    | 西九条・弁天町・新今宮・天王寺 （堺市・三国ヶ丘・鳳・和泉府中・東岸和田・熊取・日根野） （和歌山行きは日根野から先、和泉砂川・紀伊・六十谷・和歌山） （関西空港行きは日根野から先、りんくうタウン・関西空港）             | 223系                | ●●     | 30秒          | 晴   |                                                                                            |                  | ●      | ●      | ●      | ×      |
| 大阪環状線                 | 74   | 大阪環状線              | ホームライナー      | やまとじライナー2号     | 大阪駅 ↓ 天王寺駅               | 8.7 km   | 加茂                       | 19:45    | 新今宮・天王寺 （王寺・法隆寺・奈良・木津・加茂） | 381系                | ●●●●   | 20秒          | 晴   |                                                                                            | 1,200 km         | ○      | ○      | ×      | ×      |
| 鹿児島本線                 | 75   | 鹿児島本線              | 普通                |                         | 博多駅 ↓ 香椎駅                 | 3.8 km   | 西戸崎                     | 06:13    | 各駅停車 | キハ40系             | ●      | 60秒          | 晴   |                                                                                            | 1,300 km         | ○      | ○      | ×      | ×      |
| 鹿児島本線                 | 76   | 鹿児島本線              | 特急                | ソニック1号             | 博多駅 ↓ 小倉駅                 | 29.5 km  | 大分                       | 06:36    | 香椎・折尾・黒崎・小倉 （行橋・宇島・中津・柳ヶ浦・宇佐・杵築・別府・大分） | 485系                | ●●●●●  | 20秒          | 雨   | 九州工大前駅→西小倉駅間 （踏切事故）                                                       | 81・83           | ○      | ○      | ×      | ×      |
| 鹿児島本線                 | 77   | 鹿児島本線              | 快速                |                         | 博多駅 ↓ 小倉駅                 | 29.5 km  | 門司港                     | 07:46    | 吉塚・香椎・福間・東郷・赤間・折尾・黒崎・八幡・戸畑・小倉 （門司・小森江・門司港） | 811系                | ●●     | 60秒          | 晴   | 海老津駅→遠賀川駅間 （踏切事故） 折尾駅 （ボーナスゲーム）                                 |                  | ●      | ●      | ●      | ×      |
| 鹿児島本線                 | 78   | 鹿児島本線              | 特急                | にちりんシーガイア5号   | 博多駅 ↓ 小倉駅                 | 29.5 km  | 宮崎空港                   | 08:25    | 香椎・折尾・黒崎・戸畑・小倉 （行橋・宇島・中津・柳ヶ浦・宇佐・杵築・別府・大分・臼杵・津久見・佐伯・延岡・南延岡・日向市・高鍋・佐土原・宮崎・南宮崎・宮崎空港）                                                         | 787系                | ●●●●   | 20秒          | 晴   |                                                                                            | 700 km           | ○      | ○      | ×      | ×      |
| 鹿児島本線                 | 79   | 鹿児島本線              | 快速                |                         | 博多駅 ↓ 小倉駅                 | 29.5 km  | 小倉                       | 10:36    | 吉塚・香椎・福間・東郷・赤間・折尾・黒崎・八幡・枝光・戸畑・小倉 | 415系1500番台＋415系 | ●●●●   | 20秒          | 曇   | 折尾駅 （ボーナスゲーム）                                                                  | 77               | ○      | ○      | ×      | ×      |
| 鹿児島本線                 | 80   | 鹿児島本線              | 普通                |                         | 博多駅 ↓ 小倉駅                 | 29.5 km  | 小倉                       | 12:39    | 各駅停車 | 715系                | ●●●●●  | 20秒          | 不明 | 折尾駅 （ボーナスゲーム）                                                                  | 250 km           | ○      | ○      | ×      | ×      |
| 鹿児島本線                 | 81   | 鹿児島本線              | 特急                | ソニック13号            | 博多駅 ↓ 小倉駅                 | 29.5 km  | 大分                       | 13:10    | 折尾・黒崎・小倉 （行橋・中津・別府・大分） | 883系                | ●●     | 60秒          | 晴   |                                                                                            |                  | ●      | ●      | ●      | ×      |
| 鹿児島本線                 | 82   | 鹿児島本線              | 普通                |                         | 博多駅 ↓ 小倉駅                 | 29.5 km  | 小倉                       | 13:39    | 各駅停車 | 813系                | ●●●    | 50秒          | 雨   | 折尾駅 （ボーナスゲーム）                                                                  |                  | ●      | ●      | ×      | ×      |
| 鹿児島本線                 | 83   | 鹿児島本線              | 特急                | にちりん19号            | 博多駅 ↓ 小倉駅                 | 29.5 km  | 南宮崎                     | 16:10    | 香椎・折尾・黒崎・枝光・戸畑・小倉 （行橋・宇島・中津・柳ヶ浦・宇佐・杵築・別府・大分・臼杵・津久見・佐伯・延岡・南延岡・日向市・高鍋・佐土原・宮崎・南宮崎）                                                             | 485系                | ●●●    | 60秒          | 不明 |                                                                                            |                  | ●      | ●      | ×      | ×      |
| 鹿児島本線                 | 84   | 鹿児島本線              | 普通                |                         | 折尾駅 ↓ 小倉駅                 | 8.2 km   | 下関                       | 16:30    | 各駅停車 | 415系                | ●●     | 30秒          | 晴   | 戸畑駅 （ボーナスゲーム） 九州工大前駅→西小倉駅間 （踏切事故）                             |                  | ●      | ●      | ×      | ×      |
| 鹿児島本線                 | 85   | 鹿児島本線              | 寝台特急            | はやぶさ                | 博多駅 ↓ 小倉駅                 | 29.5 km  | 東京                       | 18:16    | 小倉 （門司・下関・厚狭・小郡・徳山・岩国・広島・岐阜・名古屋・浜松・静岡・富士・熱海・横浜・東京） | ED76＋24系25形客車   | ●●●    | 30秒          | 晴   |                                                                                            | 1,500 km         | ○      | ○      | ×      | ×      |
| 1. 2. 3. 4. 5. 6. 7. 8. 9. |      |                         |                     |                         |                                 |          |                            |          | |                      |        |               |      |                                                                                            |                  |        |        |        |        |

### 難易度別初期持ち時間
運転可能列車詳細一覧がノーマル設定を前提にしていることは前述したが、「難易度設定」の変更によって表の内容が変わるのは『初期持ち時間』だけである。そのため、難易度別の初期持ち時間を以下に掲載する。ただし一部以下の表に当てはまらない列車も存在する。なお「ゲーム設定」で変更できる「ゲーム難易度」と各列車毎に設定されている「列車難易度」はそれぞれ別のものであることに注意。
|              | 難易度1 | 難易度2 | 難易度3 | 難易度4 | 難易度5 |
| ------------ | ------- | ------- | ------- | ------- | ------- |
| イージー     | 80秒    | 60秒    | 40秒    | 30秒    | 30秒    |
| ノーマル     | 60秒    | 50秒    | 30秒    | 20秒    | 20秒    |
| ハード       | 40秒    | 40秒    | 30秒    | 20秒    | 15秒    |
| ベリーハード | 40秒    | 30秒    | 20秒    | 15秒    | 10秒    |